# وارتگس اویان
وارتگس وازگنی اویان (ارمنی: Վարդգես Վազգենի Օվյան؛  زادهٔ ۴ نوامبر ۱۹۵۹)، روزنامه‌نگار نظر و نثرنویس اهل ارمنستان است.

## زندگی‌نامه
وی در ۱۶ سپتامبر ۱۹۴۵ در استپاناکرت به دنیا آمد و از دانشگاه آرتساخ فارغ‌التحصیل شد. وازگن اویان پدر وی بود. و از سال ۱۹۸۸ عضو اتحادیه نویسندگان اتحاد شوروی بوده است.